# Гневен
Гневен (нем. Gneven) — община в Германии, в земле Мекленбург-Передняя Померания.
Входит в состав района Пархим. Подчиняется управлению Остуфер Шверинер Зее.  Население составляет 395 человек (на 31 декабря 2010 года). Занимает площадь 10,28 км².
Коммуна подразделяется на 2 сельских округа.